# Landkreis Krosno
Powiat Krosno (niem. Landkreis Krosno, Kreishauptmannschaft Krosno, pol. powiat krośnieński) - jednostka administracyjna samorządu terytorialnego dystryktu krakowskiego w Generalnym Gubernatorstwie. Funkcjonowała od 15 listopada 1941 do sierpnia 1944. Siedzibą władz powiatu oraz starostwa było Krosno.
Powiat powstał z gmin Landkreis Jaslo (Krosno, Dukla, Chokowka, Iwonicz, Jedlicze, Korczyna, Miejsce Piastowe, Nadole, Odrzykon i Tylawa) oraz Landkreis Sanok: Brzozow, Domaradz, Dydnia, Dynow, Grabownica Starzenska, Haczow, Nozdrzec, Przysietnica, Jasliska, Rymanow (Stadtgemeinde) i Rymanow (Landgemeinde).

## Landgemeinde - urzędy gminy
- Chorkówka
- Domaradz
- Dydnia
- Dynów
- Haczów
- Grabownica Starzeńska
- Iwonicz
- Jaśliska
- Jedlicze
- Korczyna
- Miejsce Piastowe
- Nadole
- Nozdrzec
- Odrzykoń
- Przysietnica
- Rymanów
- Tylawa

## Ruch oporu
Akcje ZWZ AK na terenie Placówki w Rymanowie Róża:
- 15 sierpnia 1943 r. dokonano pod dow. Antoniego Penara (Grzywacz) z iwonickiej placówki, ataku na garbarnię rymanowską w której zginął Józef Kazura z Iwonicza,
- 28 lutego 1944 r. – został wysadzony zbiornik z 270 tonami ropy naftowej na stacji PKP Rymanów-Wróblik Szlachecki.
- 7 czerwca 1944 r. – wysadzono pociąg.
- 2 sierpnia 1944 r. – oddział Franciszka Kochana stoczył walkę z kolumną SS Galizien w okolicy Rymanowa, w której zginęło 3 SS-manów.
- 21 sierpnia 1944 r. – patrol plutonu mjr. Adama Winogrodzkiego dowodzony przez kpr. Polano zaskoczył Niemców w szkole w Puławach zdobywając: broń, 5 koni i 2 wozy z żywnością, obuwiem i sprzętem wojskowym .

Na tym terenie działał oddział NSZ (Narodowe Siły Zbrojne), które nie weszły do struktur AK. Kierował tą grupą Stanisław Dankiewicz.

## Zbrodnie niemieckie
Podczas Holokaustu zginęła większość miejscowych Żydów.
W czasie okupacji zginęło ok. 2 tys. mieszkańców Rymanowa (50%). Miasto zostało zniszczone w 60% i odbudowane po wojnie.